# Vredenburgerbrug
De Vredenburgerbrug (brug nr. 209) is een voetgangersbrug in Amsterdam-Centrum.
Ze overspant de Oudezijds Achterburgwal in het Wallengebied en is daarmee de noordelijkste brug over die gracht voordat die samenstroomt met de Oudezijds Voorburgwal tot Oudezijds Kolk. De brug verbindt de Vredenburgersteeg met de Spooksteeg. De brug is net als de steeg vernoemd naar Vredenburgh. De brug ligt een beetje verscholen en is in de 21e eeuw alleen overdag toegankelijk. Opvallend is dat de OZ Achterburg aan de oostzijde zowel ten noorden als ten zuiden van de brug geen kades heeft, ook aan de westzijde ligt er ten noorden 
van de brug geen kade. Aan de andere kant van de Vredenburgersteeg ligt de veel langere en bredere Armbrug.
Er ligt hier al eeuwen een bruggetje. Op de geschilderde plattegrond van Cornelis Anthonisz. uit 1538 is niet goed te zien of er een brug ligt, maar op zijn vernieuwde plattegrond van 1544 ligt er wel een bruggetje. Ook de plattegrond van Balthasar Florisz. van Berckenrode uit 1625 laat een brug zien, al heette de Vredenburgersteeg en Spooksteeg toen nog Sout Steech naar een zoutkoperij. Een oude bijnaam van de brug was dan ook Zoutkopersbrug.
In 1893 moesten de stenen landhoofden van deze houten vaste brug vernieuwd worden. Wellicht werd toen tegelijkertijd of vlak daarna ook de overspanning vernieuwd. Op foto’s etc. is in 1888 nog een houten overspanning te zien, in 1905 is de overspanning van ijzer met de typisch Amsterdamse plaatconstructie.

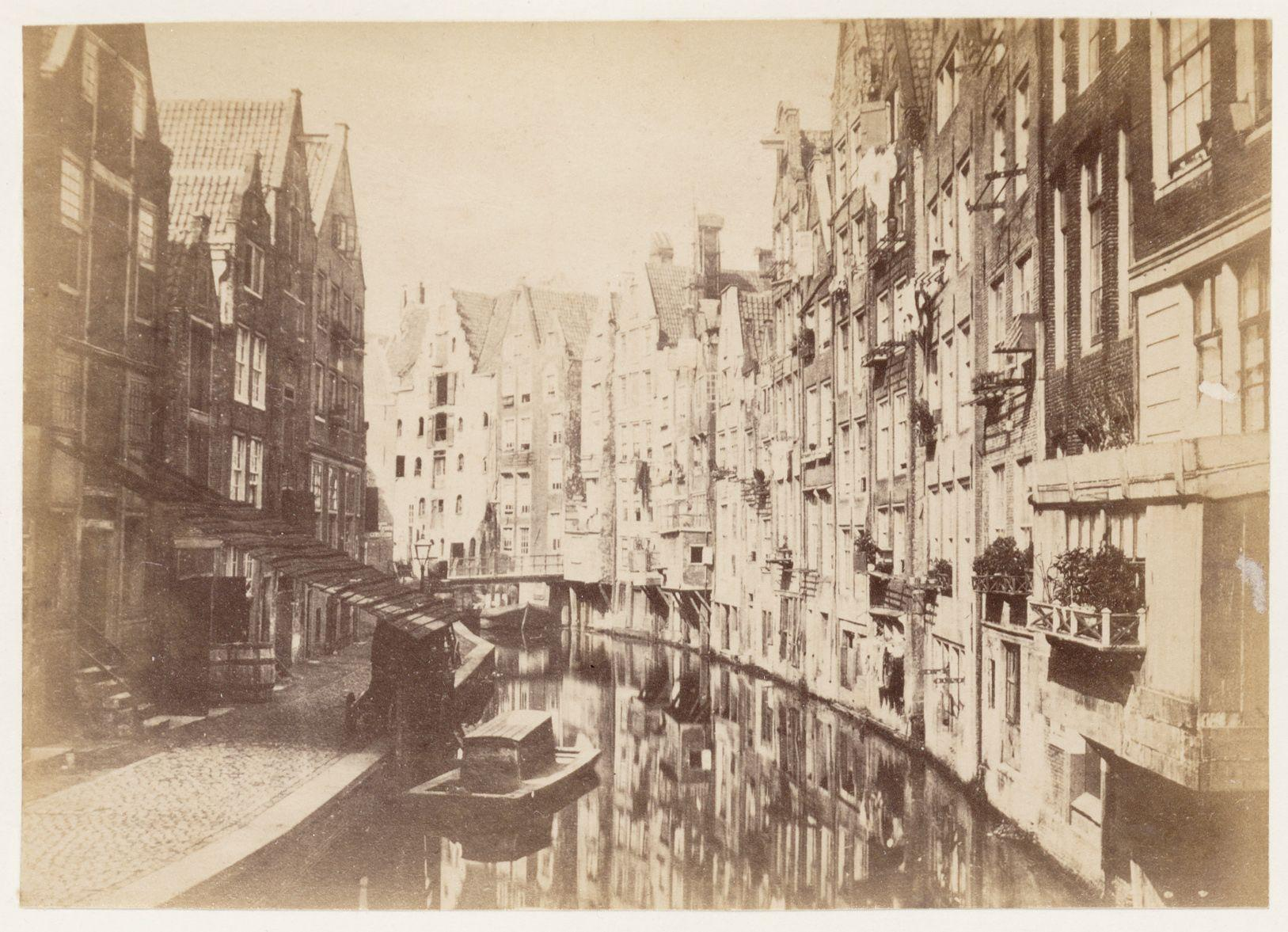
Andries Jager met een houten brug
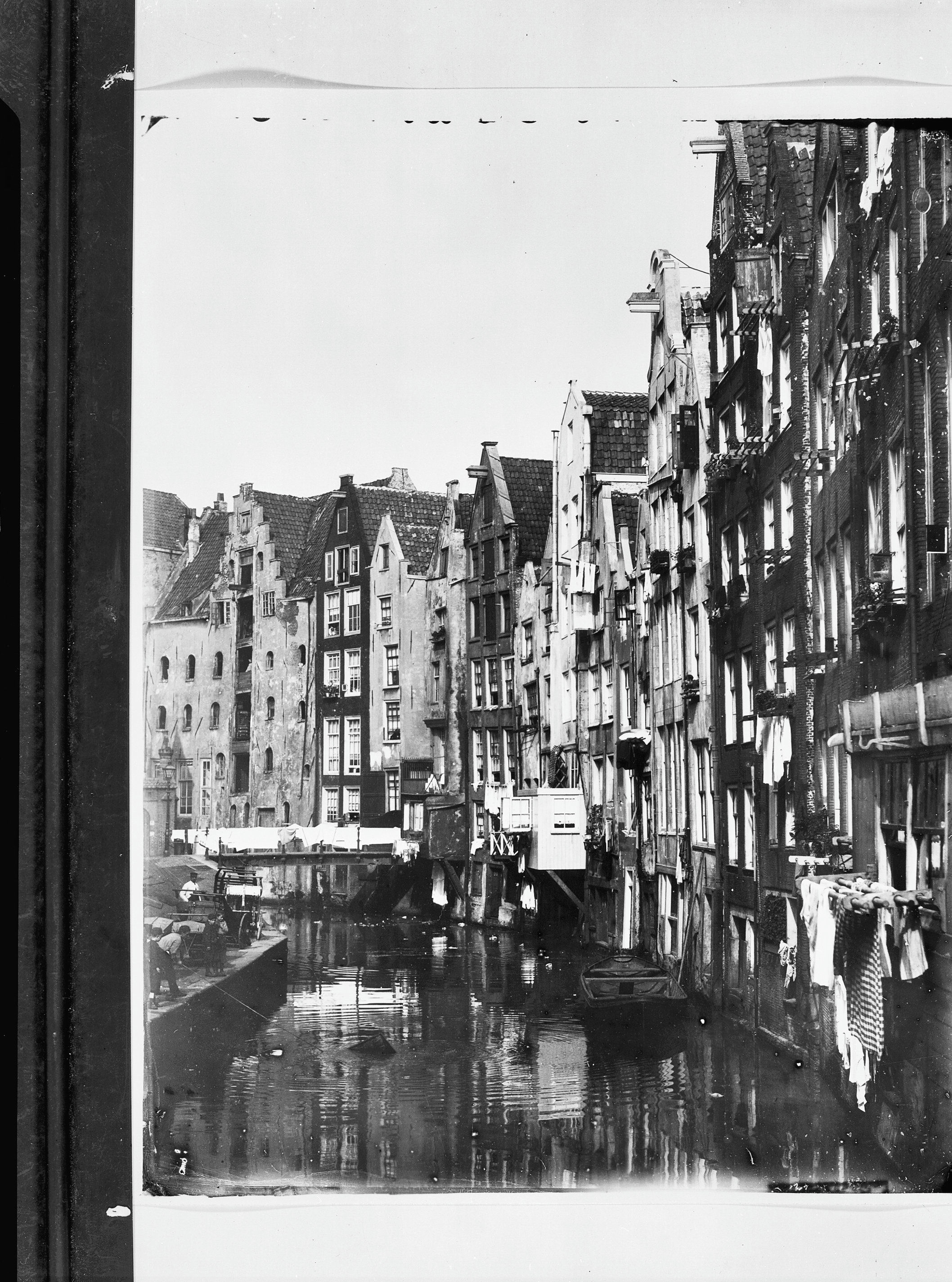
IJzeren brug in 1930

<<< · 200 · 201 · 202 · 203 · 204 · 205 · 206 · 207 · 208 · 209 ·  210 · 211 · 212 · 213 · 214 · 215 · 216 · 217 · 218 · 220 · 221 · 222 · 223 · 224 · 225 · 226 · 227 · 228 · 228P · 229 · 230 · 231 · 232 · 233 · 234 · 235 · 236 · 237 · 238 · 239 ·  240 · 241 · 242 · 243 · 244 · 245 · 246 · 247 · 248 · 249 ·  250 · 251 · 252 · 253 · 254 · 255 · 256 · 257 · 258 · 259 · 260 · 261 · 262 · 263 · 264 · 265 · 266 · 267 · 270 · 271 · 272 · 273 · 274 · 275 · 277 · 278 · 279 · 280 · 281 · 283 · 285 · 286 · 287 · 288 · 289 · 290 · 291 · 292 · 293 · 295 · 296 · 297 · 298 · 299 · >>>
Brugnummers 219, 268, 269, 276, 282, 284, 294 zijn niet (meer) in omloop.